# Abraham Shalom Yahuda
Abraham Shalom Yahuda (arabe : إبراهيم شالوم يهودا, hébreu : אברהם שלום יהודה) (1877-1951) est un érudit juif palestinien, spécialiste de la Bible et de la littérature judéo-arabe médiévale.

## Biographie
Abraham Shalom Yahuda naît en 1877 à Jérusalem dans une famille juive irakienne parlant arabe . Il est guidé dans ses études par son frère aîné, Isaac Ezéquiel Yahuda (1843-1941), futur auteur d’une anthologie de proverbes arabes. Dès l'âge de 17 ans, il écrit un ouvrage en hébreu sur les antiquités arabes  . Il poursuit ses études en Allemagne, aux Universités de Heidelberg et de Francfort, où il étudie les langues sémitiques.

### Œuvre et carrière
La relation entre la tradition juive et la tradition arabo-musulmane fut au centre de ses recherches scientifiques. Il a souligné l’influence de l’islam sur la pensée juive médiévale, poursuivant en cela les recherches entreprises par la communauté des orientalistes en Allemagne, notamment par Abraham Geiger (1810-1874), Moritz Steinschneider (1816-1907), ou le spécialiste de l’islam Ignaz Goldziher (1850-1921). Abraham Shalom Yahuda a mis en garde contre une tendance de l’érudition juive contemporaine consistant à nier la part arabe dans l’héritage d’al-Andalus : bien que de nombreux textes juifs d’al Andalus fussent écrits en arabe certains érudits ne lisaient pas cette langue et se contentaient d'aborder les textes juifs du Moyen Âge dans leur traduction en hébreu, quand Yahuda, pour sa part, insistait sur l’importance de la langue d'origine de ces œuvres. Il a ainsi reproché à ses confrères juifs européens de vouloir occidentaliser le judaïsme et d’occulter ses racines orientales.
Son édition critique du livre du philosophe juif du XIe siècle, Bahya ibn Paquda, Al Hidayah ila Faraid al-Qulub (Guide des Devoirs du Cœur) en 1912 illustre bien sa méthode : d'une part, Yahuda se fonde sur le texte original judéo-arabe, c'est-à-dire dans la langue arabe écrite en caractères hébraïques, et non sur la traduction de Juda ibn Tibbon en hébreu  ; d'autre part, il transcrit l'œuvre en caractères arabes afin, dit-il, de la rendre accessible aux érudits musulmans modernes. Il ajoute une introduction importante sur les sources musulmanes qui ont influencé ce texte canonique de la littérature juive. Il adopte la même approche dans des articles sur l'exégète et linguiste du Xe siècle Saadia Gaon. Au lieu de moderniser le judaïsme en l’associant à l’Occident, Yahuda a voulu renouer avec l’Orient et la tradition judéo-musulmane. Il espérait que les juifs européens s’ouvriraient aux littératures arabe et orientale. 
Son ouvrage The accuracy of the Bible: the stories of Joseph, the Exodus and Genesis confirmed and illustrated by Egyptian monuments and language lui a conféré une notoriété internationale.
D'autres ouvrages portent sur les Hébreux et les Arabes ('Ever ve-'Arav, 1946), sur les juifs en Espagne, sur la poésie hébraïque.
Sa carrière s'est déroulée en Europe et aux États-Unis. De 1904 à 1914, il a été conférencier à l'Institut supérieur d'études juives de Berlin (Hochschule für die Wissenschaft des Judentums), puis de 1915 à 1920, professeur d'histoire et de littérature juive et de culture arabe à l'Université de Madrid. En 1920, il pense revenir dans son pays natal, où on lui a promis un poste à l'Université hébraïque de Jérusalem. Mais, soit qu'il ait été déçu par le leadership sioniste et ses stratégies à l’égard des Arabes, et qu'il ait abandonné son poste, soit que les leaders sionistes se soient opposés à sa nomination, il part pour l’Europe en 1921 et donne alors pendant de nombreuses années des conférences en Allemagne et en Angleterre. En 1942, il s'installe aux États-Unis grâce à l'aide d'Albert Einstein, avec qui il entretenait des liens d'amitié et une correspondance. Il est professeur à la New School for Social Research de New York. Il meurt aux États-Unis en 1951.

### Évolution de sa position à l'égard du sionisme
Après avoir participé au Premier congrès sioniste en 1897, A. Yahuda prend ses distances avec le sionisme politique.
En 1896, Abrahm Yahuda rencontre le fondateur du sionisme politique moderne Theodor Herzl (1860-1904) pour la première fois à Londres, et lui demande d’entrer en relation avec les Palestiniens, pour s’assurer de leur soutien en faveur du projet sioniste ; Th. Herzl lui ayant répondu qu’il s’adressait directement aux grandes puissances, et qu’il n’avait pas besoin de traiter avec les Palestiniens, Yahuda renouvelle sa requête à l'occasion de leur deuxième rencontre au Premier Congrès sioniste en 1897 à Bâle, mais sa requête échoue. Reuven Snir explique le refus de Th. Herzl en le rapportant aux idées de supériorité de la culture européenne dont Th. Herzl était fortement imbu. Yahuda évoque dans ses mémoires la déception que fut pour lui la réaction de Th. Herzl, qu'il interpréta comme un autre exemple de l’arrogance des juifs européens à l’égard des Arabes.
En 1920, Yahuda fait à Jérusalem une conférence en arabe littéral, devant un public de musulmans, de chrétiens et de juifs, sur l’âge d’or de la culture juive en Espagne, qu'il souhaite promouvoir comme un modèle de relations entre les communautés religieuses dans le cadre d'une nouvelle entité politique moderne. Rendant compte de cette conférence, Yuval Evry cite les réactions diverses qu'elle a suscitées, positives et négatives de la part d'intellectuels musulmans (les objections sont motivées par la déclaration Balfour de 1917). «  Loin de nier ou de minimiser la place des Arabes palestiniens dans la nouvelle structure politique, il les appelle à prendre un rôle de premier rang  » dans la manière de donner forme aux relations avec les juifs. Dans les cercles sionistes, Yahuda fut critiqué pour son appel à l’assimilation de la culture juive dans la culture arabe. L’option politique promue par Yahuda, d’une renaissance de la culture judéo-arabe ne s’est jamais réalisée.  
En 1952 paraît de manière posthume son texte intitulé Dr Weizmann's Errors on Trial, texte qui répond à l'ouvrage de Chaim Weizmann premier président de l'État d'Israël, Trial and Error (1949).  
Yahuda n'était nullement le seul intellectuel juif mizrahi à ressentir vivement les dommages que les juifs européens sionistes causaient aux relations judéo-arabes. Moshe Behar et Zvi Ben Dor Benite le rapprochent d'autres juifs palestiniens comme le rabbin Hayyim Ben Kiki (1887-1935) auteur d'un texte en 1921 où il critique le comportement des sionistes européens, The Question of All Questions : Concerning the Settling of the Land (en hébreu), et de Nissim Malul (1893-1957), juif palestinien sioniste qui souhaitait rendre obligatoire l'enseignement de la langue arabe pour les juifs européens installés en Palestine, dans le but de favoriser de meilleures relations avec les Palestiniens non-juifs.

## Collection de manuscrits orientaux
Yahuda a collectionné des manuscrits rares, principalement des manuscrits arabes, mais aussi en langue hébraïque et dans diverses langues européennes. Il les a vendus à des bibliothèques américaines, anglaises et à la National Library of Israel. Il avait acquis également dans sa collection des manuscrits d'Isaac Newton sur la Bible, la théologie et Moïse Maïmonide. 

## Moïse et le monothéismede Freud
Yahuda réagit à cet ouvrage de Sigmund Freud dès sa parution en tant que spécialiste des textes bibliques et critique à ce titre l'hypothèse de Moïse et le monothéisme selon laquelle les juifs auraient assassiné Moïse (un Egyptien monothéiste non juif) puis, sous l'effet d'un intense sentiment de culpabilité, l'auraient magnifié et lui auraient rendu un culte, dans Sigmund Freud on Moses and his Torah (Zigmund Freud ‘al Moshe ve Torato).